# Illice cryptopyra
Illice cryptopyra là một loài bướm đêm thuộc phân họ Arctiinae, họ Erebidae.